# Кормухіна Ольга Борисівна
Ольга Борисівна Кормухіна (нар.. 1 червня 1960 року), Горький, РРСФР) — радянська та російська співачка, Заслужена артистка Росії (2016).

## Біографія

### Родина
Батько співачки — Борис Олександрович Кормухін, провідний інженер. Захоплювався співами. Мати — Фаїна Анфимівна Кормухіна, директор музею архітектури і побуту народів Нижегородського Поволжя «Щелоковський хутір».
Рідний брат співачки, Андрій Борисович Кормухін, композитор, бізнесмен, батько 9 дітей, здобув популярність як один з лідерів руху «Сорок сороків».
Чоловік — Олексій Бєлов, гітарист рок-групи «Парк Горького» (шлюб зареєстрований 25 квітня 1999 року). Донька Анатолія (нар. 2 травня 2000 року).

### Початок кар'єри
У 1977 році Ольга Кормухіна закінчила школу № 48 у місті Горькому і в цьому ж році вступила до Грьківського інженерно-будівельного інституту (ГІТІ) на архітектурний факультет.
Музичний дебют відбувся навесні 1980 року на Всесоюзному джаз-рок фестивалі «Нижегородська весна».
У 1983 році Ольга Кормухіна на запрошення Олега Лундстрема переїжджає до Москви. Вона вступає до Державного музично-педагогічного інституту імені Гнесіних на естрадне відділення до педагога Т. Н. Маркович. Під час навчання працювала з оркестром Олега Лундстрема, потім Анатолія Кролла, а також виступала в джаз-рок колективі студентів інституту імені Гнесіних.
У 1986 році брала участь у фестивалі молодих виконавців «Юрмала-86». У 1987 році увійшла до складу групи «Рок-ательє» Кріса Кельмі.
В 1988 році була організована група «Червона пантера», куди увійшли: Ольга Кормухіна (вокал), Вадим Усланов (бас-гітара) з «Рок-ательє», барабанщик Олег Ховрін та гітарист Ігор Андрєєв з групи «Черный кофе», Костянтин Веретенников (гітара), Валерій Казаков (клавішні), художній керівник групи Ованес Мелік-Пашаєв.
У жовтні 1988 року на Міжнародному фестивалі «Вітер змін» у Дніпропетровську група «Червона пантера» і Ольга Кормухіна завоювали Гран-прі, а потім на рок-фестивалі «Інтершанс», що проходила в Лужниках, група зіграла свою велику сольну програму.

### Сольна кар'єра
З 1989 року починається сольна кар'єра співачки. У 1989—1990 роках Ольга Кормухіна виступала на фестивалі у Сопоті (Польща), телевізійному конкурсі «50/50».
У 1991 році Ольга Кормухіна організувала колектив «Гелла». До складу групи увійшли: Сергій Алмазов (гітара), Євген Палістратов (бас), Олександр Єфімов (клавішні), Сергій Черняков та Андрій Потонін (ударні). Дебютувала в якості актриси у фільмі Ю. Сабітова «Крок вправо… крок вліво…», де виконала роль співачки, що опинилася в заручниках на зоні. Вийшов перший магнітоальбом «За межею слів».
У 1992 році Ольга Кормухіна стала лауреатом національної музичної премії «Овація» в номінації «Краща рок-співачка» за підсумками 1991 року.

### 2000-ті роки
З початку 2000-х починається творча співпраця Ольги Кормухіної з чоловіком Олексієм Бєловим. Записуються пісні «Я падаю в небо» (на пісню був знятий кліп), «Серце — не готель», «Чекати», «Я більше не боюся», музика до кінофільмів: «Червоний змій» (реж. С. Воробйов і Дж. Тананеску), «Дзеркальні війни. Відображення I» (реж. Василь Чигинський).
У 2007 році було знято документальний фільм «Я падаю в небо», присвячений співачці (реж. А. Дорін).
У 2007 році Ольга Кормухіна вступає на режисерський факультет ВДІКу імені С. А. Герасимова. У 2008 році зняла свою першу режисерську курсову роботу «І світить, і гріє», де знялася в одній з головних ролей разом з Євдокією Германовою.
У 2009 році співачка знімає дипломну роботу «Дзвін», головні ролі в якій виконали Лариса Гузєєва та Іван Охлобистін.

### 2010-ті роки
У лютому 2010 року Ольга Кормухіна і Олексій Бєлов відправляються до Ванкувера підтримати Олімпійську збірну Росії. Співачка підготувала спеціальну сольну програму, що складається з світових хітів: «We Will Rock You» (Queen), «Try to Find Me» (групи «Парк Горького») тощо.
22 березня 2011 року відбулася офіційна прем'єра режисерської роботи Ольги Кормухіної — нового відео на композицію «Чекати». Співачка виступила в ролі автора сценарію і режисера кліпу, який є першою частиною трилогії «Чоловік і Жінка».
29 лютого 2012 року вийшов альбом Кормухіної «Падаю в небо» до якого увійшло 18 пісень, написаних Олексієм Бєловим, Євгеном Кобилянським, Сергієм Саватеєвим, Григорієм Безуглим, Маргаритою Пушкіною та Віктором Цоєм. 26 квітня відбувся сольний концерт-презентація Ольги Кормухіної з програмою «Падаю в небо» у МХАТі імені М. Горького.
У 2012 році Ольга Кормухіна бере участь у «Різдвяних зустрічах» Алли Пугачової з піснею «Шлях».
4 березня 2013 року вийшов анімований кліп на композицію «Шарманщик» режисерки Олени Чужченко. У 2013 році Кормухіна стає переможцем телевізійного музичного шоу-проекту «Дві зірки» на Першому каналі.
23 лютого 2014 року Ольга Кормухіна і музиканти групи «Парк Горького» на чолі з Олексієм Бєловим взяли участь у церемонії закриття XXII Олімпійських ігор в Сочі і виконали англо-російську версію пісні «Moscow Calling», спеціально підготовлену для даного заходу.
5 червня 2014 року в Московському міжнародному будинку музики Кормухіна презентувала програму «The BEST» з симфонічним оркестром Москви «Російська філармонія».
2014 рік — премія «Російський топ» — краща сольна виконавиця 2014 року (за результатами інтернет-голосування).
2014 року фільм Ольги Кормухіної «Колокол» за висновками Експертної комісії був заборонений для демонстрування і розповсюдження для кіно-телепоказу, публічного комерційного відео, домашнього відео на території України.
1 березня 2015 року в Крокус Сіті Холі Ольга Кормухіна презентувала нову сольну програму «Територія кохання».
Ольга Кормухіна є щорічним учасником фестивалю «Навала» починаючи з 2012 року, а також щорічним учасником концерту «День Сім'ї, Любові та Вірності», який проходить під патронажем С. В. Медведєвої в Муромі.
Ольга Кормухіна є організатором фестивалю Добрих Справ «Острів.ру», який щорічно з 2012 року проходить в Наро-Фомінськ районі Московської області.
З 2015 року вона солістка Московської обласної філармонії.
На XXV Міжнародному фестивалі мистецтв «Слов'янський базар у Вітебську 2016» Ользі Кормухіною вручено спеціальний диплом Постійного комітету Союзної держави «За творче втілення ідей дружби народів Білорусі та Росії».
Указом Президента Російської Федерації Ст. Ст. Путіна від 26.10.2016 № 572 «Про нагородження державними нагородами Російської Федерації» співачці Ользі Кормухіній присвоєно почесне звання «Заслужений артист Російської Федерації».
18 листопада 2016 року вийшов новий альбом Ольги Кормухіної «СІЛЬ», до якого увійшло 11 композицій, з яких три в дуеті з Олексієм Бєловим.
18 листопада 2016 року в Крокус Сіті Холі (Москва) і 23 листопада в БКЗ «Жовтневий» (Санкт-Петербург) Ольга Кормухіна презентувала нову програму «Індиго».
26 травня 2018 року виступила на святкуванні 252-річчя міста Стерлітамак, Башкортостан.
12 червня 2018 року виступила на святковому концерті на Красній площі (Москва), присвяченому Дню Росії.

## Реакція на напад Росії
Після початку повномасштабної російсько-української війни  підтримала окупантів та взяла участь у гастрольному турі "Za Росію", спрямованому на підтримку воєнних дій Росії в Україні. 

## Санкції
Ольга Кормухіна постійно поширює наративи відповідно до кремлівської пропаганди на підтримку дій пропаганди, є підсанкційною особою.
З 6 січня 2023 року додана до санкційного списку України.

## Дискографія
- 1988 — Ольга Кормухіна і «Рок-Ательє» (у складі групи «Рок-Ательє» (LP, міньйон)
- 1989 — «Час настав» (у складі групи «Червона пантера» (LP) (альбом не виданий)
- 1991 — «За межею слів» (LP)
- 2011 — «Я падаю в небо» (максі-сингл)
- 2012 — «Падаю в небо» (CD)
- 2012 — «I believe» (Пам'яті Гуннара Грапса) (сингл)
- 2014 — «Moscow Calling» (Ольга Кормухіна / Олексій Бєлов) (сингл)
- 2014 — «Падаю в небо. МХАТ ім. М.Горького» (DVD)
- 2014 — «Я такий же, як ти» (Ольга Кормухіна / Олексій Бєлов) (сингл)
- 2015 — «Шепоти і Крики» (Ольга Кормухіна / Олексій Бєлов) (альбом)
- 2015 — «Нас вчили бути птахами» (сингл)
- 2015 — «Говори Не Мовчи» (Ольга Кормухіна / Олексій Бєлов) (сингл)
- 2016 — «Сіль» (Ольга Кормухіна / Олексій Бєлов) (альбом)

## Фільмографія

### Акторські роботи
- 1991 — «Крок вправо… крок вліво…» (реж. Ю. Сабітов) — співачка
- 2007 — «Я падаю в небо» (реж. А. Дорін) — співачка розповідає про себе
- 2008 — «І світить і гріє» (реж. О. Кормухіна) — Ольга
- 2010 — «Зустріч» (реж. А. Голікова) — документальний фільм про творчість співачки

### Озвучування, пісні до фільмів
- 1991 — «Зірка шерифа» (реж. Н. Літус)
- 1998 — «Привіт від Чарлі-сурмача» (реж. В. Грамматіков)
- 2000 — «Гра у любов» (реж. Е. Гінзбург)
- 2002 — «Червоний змій» (реж. Д. Танасеску, С. Воробйов)
- 2005 — «Дзеркальні війни. Віддзеркалення перше» (реж. В. Чигинський)
- 2008 — «І світить і гріє» (реж. О. Кормухіна)
- 2008 — «Туман» (реж. А. Дорін)
- 2013 — «Диво» (реж. А. Дорін)

### Режисерські роботи
- 2008 — «І світить, і гріє»
- 2011 — трилогія «Чоловік і Жінка»
- 2014 — «Дзвін» (у виробництві) - заборонено для демонстрування і розповсюдження для кіно-телепоказу, публічного комерційного відео, домашнього відео на території України.[3]

## Відеокліпи
| Рік  | Кліп                            | Автори музики та слів                          | Режисер                         |
| ---- | ------------------------------- | ---------------------------------------------- | ------------------------------- |
| 1986 | «Верю»                          | муз. П. Подгородецький — сл. Маргарита Пушкіна |                                 |
| 1988 | «Время пришло»                  | муз. В. Усланов — сл. Маргарита Пушкіна        | Светлана Делийска               |
| 1989 | «Всё дело в удаче»              | муз. К. Веретенников — сл. Карен Кавалерян     | Сергей Николаев                 |
| 1989 | «Усталое такси»                 | муз. Кріс Кельмі — ст. А. Маркевич             | Михайло Хлебородов              |
| 1990 | «Корабль»                       | муз. Є. Кобилянський — ст. А. Долженков        | Людмила Орлова                  |
| 1991 | «Жёлтая дорога»                 | муз. О. Рибкін — сл. Карен Кавалерян           | Людмила Орлова                  |
| 1991 | «Ангел»                         | муз. Е. Кобылянский — ст. Ольга Кормухіна      | Олексій Піманов                 |
| 1991 | «Плывущее кафе»                 | муз. О. Рибкін — сл. Карен Кавалерян           | Светлана Делийска               |
| 1991 | «Мой первый день»               | муз. Ігор Крутой — ст. Римма Казакова          | Михайло Макаренков              |
| 1992 | «Слушай рок!»                   | муз. А. Дулов — ст. Ольга Кормухіна            | Ігор Пашкевич                   |
| 1997 | «Право на любовь»               | муз. А. Кормухин — ст. К. Арсенєв              | Ольга Кормухіна                 |
| 1999 | «Взгляни на эту землю с высоты» | муз. Аркадій Укупник — ст. Є. Муравйов         | Сергій Баженов                  |
| 2005 | «Я падаю в небо»                | муз. О. Бєлов — ст. Ольга Кормухіна            | Павло Тимофеєв                  |
| 2010 | «Дорога к счастью»              | муз. и ст. А. Исмагилов                        | Володимир Родіонов              |
| 2010 | «Путь»                          | муз. и ст. Сергій Саватеєв                     | Антон Дорін                     |
| 2011 | «Ждать»                         | муз. и ст. О. Бєлов                            | Ольга Кормухіна                 |
| 2013 | «Шарманщик»                     | муз. О. Бєлов — ст. Ольга Кормухіна            | Олена Чужченко                  |
| 2016 | «Говори не молчи»               | муз. и ст. О. Бєлов                            | Олександр Котт, Ольга Кормухіна |
| 2017 | «Без тебя»                      | муз. и ст. О. Бєлов                            | Євгеній Куріцин                 |

### Статті та інтерв'ю
- «Небесний союз» [Архівовано 4 лютого 2011 у Wayback Machine.], перевірено 20.01.2010
- «Ольга Кормухіна тепер співає у церковному хорі» [Архівовано 9 липня 2018 у Wayback Machine.], перевірено 20.01.2010
- "Пантера готується до стрибка « [Архівовано 6 червня 2018 у Wayback Machine.], перевірено 28.01.2010
- „Ексклюзивне інтерв'ю для starstory.ru“ [Архівовано 8 березня 2010 у Wayback Machine.]перевірено 08.03.2010
- »«Зустріч» з участю Ольги Кормухіною і Олексія Бєлова", перевірено 17.03.2010
- «Ольга Кормухіна і Олексій Бєлов: А життя — вона така класна!» [Архівовано 4 лютого 2011 у Wayback Machine.]
- «Ольга Кормухіна: Колискові співав мені тато» [Архівовано 11 грудня 2011 у Wayback Machine.]
- «Що стало з рок-зіркою 90-х ?» [Архівовано 16 травня 2017 у Wayback Machine.]